# (4367) Meech
(4367) Meech es un asteroide perteneciente al cinturón de asteroides, descubierto el 2 de marzo de 1981 por Schelte John Bus desde el Observatorio de Siding Spring, Nueva Gales del Sur, Australia.

## Designación y nombre
Designado provisionalmente como 1981 EE43. Fue nombrado Meech en honor a la astrónoma estadounidense Karen J. Meech.

## Características orbitales
Meech está situado a una distancia media del Sol de 2,878 ua, pudiendo alejarse hasta 3,553 ua y acercarse hasta 2,203 ua. Su excentricidad es 0,234 y la inclinación orbital 11,13 grados. Emplea 1783 días en completar una órbita alrededor del Sol.

## Características físicas
La magnitud absoluta de Meech es 12,7.